# Ultrabreitband
Dieser Artikel befindet sich derzeit in der Qualitätssicherung im WikiProjekt Elektrotechnik des Portal Elektrotechnik. Wenn du dich mit dem Thema auskennst, bist du herzlich eingeladen, dich an der Prüfung und möglichen Verbesserung des Artikels zu beteiligen. Der Meinungsaustausch dazu ist in der Diskussion (Artikel „Ultrabreitband“ eintragen) zu finden.
Ultra-Breitband-Technologie (UWB; engl. Ultra-wideband) beschreibt einen Ansatz für Nahbereichsfunkkommunikation oder Nahbereichs-Radar. Wichtigstes Merkmal ist die Nutzung extrem großer Frequenzbereiche mit einer Bandbreite von mindestens 500 MHz oder von mindestens 20 % des arithmetischen Mittelwertes von unterer und oberer Grenzfrequenz des genutzten Frequenzbandes.

## Grundlagen

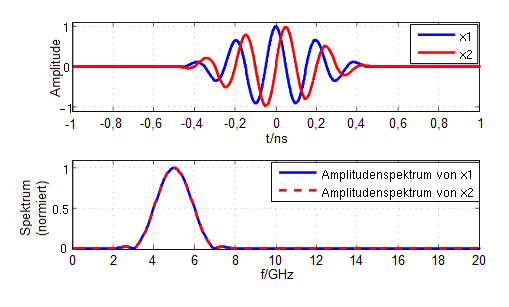
Spektrum einer kurzen Sinusschwingung der Mittenfrequenz 5 GHz. Die Breite des Spektrums hängt nicht von der Phasenlage ab.

Das Spektrum einer Sinusschwingung ist eine einzelne Spektrallinie. Ein Spektrum, das einen Sinus von begrenzter Dauer beschreibt, ist dagegen eine breitere Spektrallinie, deren Halbwertsbreite mit sinkender Anzahl der Schwingungen des Signals steigt. Bei UWB werden Impulse von möglichst kurzer Dauer erzeugt. Diese enthalten keine vollständige Sinusschwingung mehr. Das Spektrum, das über die Antenne abgestrahlt bzw. empfangen wird, muss daher entsprechend den Gesetzen der Fourier-Transformation umso breiter sein, je kürzer die Pulsdauer ist.
Der zeitliche Verlauf und das Spektrum eines Pulses sind miteinander verknüpft: Das Produkt aus zeitlicher und spektraler Breite ({\displaystyle \Delta t} und {\displaystyle \Delta f}) erfüllt die Ungleichung
{\displaystyle \Delta t\cdot \Delta f\geq {\text{const.}}}
Die Konstante hängt von der Pulsform ab. Für einen gaußförmigen Puls ist z. B.
{\displaystyle \Delta t\cdot \Delta f\geq {\frac {2\ln {2}}{\pi }}\approx 0{,}44}
In der Hochfrequenztechnik erreicht man Halbwertsbreiten unter etwa 50 ps, woraus sich eine Bandbreite über 8,8 GHz errechnet. Davon wird nur ein geringer Teil über die Antenne abgestrahlt, deren Abmessung die Mittenfrequenz und tatsächliche Bandbreite des Signals bestimmt. Wie im nebenstehenden Bild zu sehen ist, wird der gaußförmige Puls durch die Eigenresonanz des Strahlers mit der Mittenfrequenz 5 GHz verformt und es entsteht eine Gruppe von wenigen kurzen Schwingungen der Gesamtdauer 0,9 ns. Das entspricht einem breiten Spektrum mit FWHM ≈ 2 GHz. Wenn es gelingt, die Anzahl der Schwingungen zu verringern, steigt die Halbwertsbreite.
Ein wesentliches Kennzeichen von UWB ist, dass die gesamte Sendeleistung von wenigen Milliwatt auf einen so großen Frequenzbereich verteilt wird, dass für den Funkbetrieb schmalbandiger Übertragungsverfahren keine Störungen zu erwarten sind. Im Optimalfall ist nicht oder nur schwer erkennbar, dass überhaupt eine Übertragung mit UWB stattfindet.
Im Gegensatz zur „normalen“ Funktechnik gibt es keine Trägerfrequenz, die moduliert wird. Da Einzelpulse erzeugt werden, bietet sich die Pulsphasenmodulation (auch Pulspositionsmodulation; englisch pulse-position modulation, PPM) an. Ebenso können die Polarität und die Amplitude der Impulse geändert werden. Falls sich die Zeitpunkte der Einzelpulse ausreichend unterscheiden, können mehrere UWB im gleichen Raumgebiet ohne gegenseitige Störung betrieben werden.

## Anwendungen
Anwendungsmöglichkeiten für UWB sind unter anderem:
- sehr hochratige Dienste über kurze Entfernungen (beispielsweise der Austausch von Videodaten zwischen Monitor, DVD-Player, Fernseher und anderen digitalen Geräten), unter anderem IEEE 802.15.3a
- extrem preisgünstige und energieeffiziente Geräte mit der Möglichkeit einer Positionsbestimmung (z. B. Apple Air Tags[1]) und moderaten Datenraten, beispielsweise Sensornetzwerke (Bewegungsmelder durch Mauern hindurch), unter anderem 802.15.4a ,
- Bodenradar
- medizinische Anwendungen (Monitoring von Herz- und Atemfunktion, Tumordiagnostik, Unterstützungssystem für medizinische Bildgebungssysteme)[2]
- kaum ortbare Kommunikation
- Ortung von Geräten in einem industriellen Umfeld, z. B. mit Omlox

Auch bietet sich die Möglichkeit der digitalen Funkübertragung mit hoher Datenrate für kurze Distanzen. Eine Möglichkeit der technischen Realisierung stellt Impulse Radio dar. Dabei werden die Informationen nicht einer bestimmten sinusförmigen Trägerfrequenz aufmoduliert, sondern durch eine definierte Folge kurzer Impulse übertragen. Dadurch wird das Trägersignal sehr breitbandig und die Sendeleistung verteilt sich auf einen großen spektralen Bereich.
Nach dem für Ende 2006 erwarteten Abschluss der Regulierungsverfahren können UWB-Systeme neben den USA (bereits seit 2002) auch in Europa, Teilen Asiens und anderen Teilen der Welt lizenzfrei betrieben werden. Die lizenzfreie Anwendung von UWB als Overlay-System wird durch die extreme Breitbandigkeit von bis zu 7,5 GHz und der damit verbundenen geringen spektralen Leistungsdichte von maximal −41,3 dBm/MHz ermöglicht. Für einen schmalbandigen Empfänger erscheint ein UWB-Signal wie Rauschen, dadurch kann UWB im gleichen Frequenzbereich eingesetzt werden wie herkömmliche Übertragungsverfahren.

## Regulatorische Aspekte
Aus regulatorischer Sicht wird mit der UWB-Kommunikation Neuland betreten. Das Hauptproblem aus Sicht der Regulierungsbehörden ist, dass UWB-Systeme Interferenzen zu bestehenden Systemen nicht aktiv verhindern, sondern geringfügige Interferenzen inhärent in Kauf nehmen. Diese Interferenzen sind jedoch in relevanten Szenarien äußerst gering. Da jedoch Interferenzen theoretisch nicht völlig ausgeschlossen werden können, herrschen auf Seiten der Regulierungsbehörden und der Anbieter von Diensten mit reservierten Frequenzbändern Vorbehalte in Bezug auf UWB. Insbesondere wird argumentiert, dass UWB als Overlay-System keine neuen Kapazitäten schaffe, sondern als zusätzliche Rauschquelle die Sicherheitsreserven der bestehenden Systeme verringere. Diese Reserven würden jedoch für den Betrieb eines zuverlässigen Dienstes mit geringen Ausfallwahrscheinlichkeiten benötigt. Befürworter von UWB hingegen verweisen darauf, dass UWB zum einen sehr geringe Leistungen ausstrahlt und damit nur lokal begrenzten Einfluss besitzt, und zum anderen ein Großteil der Frequenzen an einem Ort zu einem Zeitpunkt ohnehin nicht genutzt werden, und UWB damit ungenutzte Ressourcen nutzbar macht.
Die weltweit erste Regulierungsbehörde, die den regulären Betrieb von UWB-Geräten für die Kommunikation unter gewissen Randbedingungen freigab, war im Februar 2002 die US-amerikanische FCC.
In einigen anderen Staaten ist UWB-Kommunikation für Versuche und Demonstrationen freigegeben, zum Teil nur in bestimmten UWB Friendly Zone genannten Testzonen (Singapur Feb. 2003, Hong Kong Mai 2005, Australien Dez. 2004).
Kern der FCC-Bestimmungen ist eine Frequenzmaske, die die maximale spektrale Leistungsdichte für jede Frequenz festlegt. Es wird zwischen Indoor- und Hand-Held-UWB-Systemen unterschieden. Indoor-Systeme müssen aus dem konzeptionellen Aufbau ersichtlich ausschließlich für den Betrieb in Gebäuden geeignet sein und dürfen nicht absichtlich, beispielsweise aus Fenstern, nach draußen strahlen. Als Beispiel für einen solchen Nachweis nennt die FCC die Versorgung über Wechselstrom. Hand-Held-Systeme hingegen dürfen innerhalb und außerhalb von Gebäuden betrieben werden, müssen jedoch von ihrem Aufbau und ihrer Größe her als tragbare Geräte erkennbar sein, dürfen also beispielsweise keine fest installierten Antennen an Gebäuden besitzen. Aufgrund der schärferen Bedingungen zum Betrieb von Indoor-Geräten, die eine geringere Störwirkung vermuten lassen, dürfen diese in bestimmten Frequenzbereichen mit höherer Leistung senden.
China genehmigte am 19. November 2012 die Spezifikation des 24 GHz UWB Automotive Short Range Radar.

### UWB im Konflikt mit passiven Radioanwendungen
Passive Radioanwendungen, zu denen unter anderem Fernerkundung und Radioastronomie gehören, sind Kritikern zufolge von der Anwendung von UWB verstärkt betroffen. Insbesondere Radioastronomen befürchten starke Beeinträchtigungen. Im Gegensatz zu schmalbandigen Funkdiensten, die charakteristische Störsignale erzeugen, die erkannt, ausgefiltert oder maskiert werden können, sind die Signale von UWB nicht von vorneherein von Rauschen zu unterscheiden und können daher nicht einfach aus einem Empfangssignal entfernt werden. Die Folge ist, dass durch von UWB verursachte Störsignale sich schlicht der Rauschabstand verschlechtert und somit die Messzeiten verlängert werden. Beobachtungen schwacher und vor allem inkohärenter Signalquellen könnten somit unmöglich gemacht werden.
Erste Abschätzungen zeigen, dass UWB-Geräte in Entfernungen zu urbanen Siedlungen, wie sie typischerweise in Europa möglich sind, durchaus radioastronomische Einrichtungen stören können. Die Beobachtung von extraterrestrischen Objekten in Frequenzbändern, die bislang von schmalbandigen Sendern belegt waren und durch Maskierung und Filterung noch erfasst werden konnten, wird durch UWB stärker beeinträchtigt. Radioastronomen sehen daher in UWB-Diensten eine der größten Gefahren für die zukünftige Ausübung dieser Wissenschaft.

### Technische Daten
| Frequenzbereich | 3,1 – 10,6 GHz                     |
| Sendeleistung   | 0,5 mW / −41,3 dBm/MHz             |
| Reichweite      | 10 – 50 m (je nach Anwendungsfall) |
| Datenrate       | 480 – 1320 Mbit/s                  |

## Deutschland
Die Bundesnetzagentur gab am 16. Januar 2008 mehrere Frequenzbereiche zwischen 30 MHz und 10,6 GHz für UWB frei. Die mit Abstand höchsten Sendeleistungen sind dabei zwischen 6 und 8,5 GHz erlaubt.
Die starren unteren und oberen Bandgrenzen von 30 MHz bzw. 10,6 GHz wurden zugunsten der Frequenzangaben
„< 1,6 GHz“ sowie „> 10,6 GHz“ mit einer mittleren spektralen Leistungsdichte von −90 dBm/MHz bzw. −85 dBm/MHz (EIRP) aufgegeben.
Diese Angabe entspricht den Vorgaben der Entscheidung des Electronic Communications Committee ECC/DEC/(06)04 sowie der Entscheidung der Kommission (2007/131/EC).